# Running – Das Laufmagazin
Running – Das Laufmagazin (Eigenschreibweise: RUNNING – Das Laufmagazin) ist ein deutschsprachiges Laufmagazin. Die Zeitschrift erscheint sechsmal jährlich, vornehmlich in Deutschland, Österreich und der Schweiz. Der Verlag beschreibt sein Heft selber als "zu den führenden Ausdauersportmagazinen im deutschsprachigen Raum" gehörend.

## Geschichte
Das Magazin besteht seit dem Jahr 1994. Es ging aus dem Running-&-Walking-Magazin der Finnsport-Vertriebs-GmbH hervor. Die Erscheinungsweise war anfangs monatlich, später 10 mal im Jahr. Aktuell liegt sie bei einem 2-monatlichen Turnus und zwei jährlichen Spezialausgaben. Die Nummer 43 wurde in der Zählung übergangen.
Zum 1. April 2017 wechselte der Herausgeber. Von der Sportagentur WAGs übernahm der Stuttgarter Special-Interest-Verlag DoldeMedien – ein Tochterunternehmen der FORUM MEDIA GROUP die Zeitschrift. Im Juli 2017 führten sie einen Relaunch durch. 2019 bildete das Laufmagazin und die Firmenlaufmeisterschaft B2Run eine Kooperation.
Im Dezember 2020 wurde den Abonnenten vom Verlag die Einstellung des Magazins mit Ausgabe 01/2021 mit Erscheinungstermin 6. Dezember 2020 mitgeteilt.

## Inhalt
Die Zeitschrift hat den Anspruch den Laufsport in seiner ganzen Breite abdecken. Das Laufmagazin richtet sich an Laufanfänger, erfahrene Athleten und Spezialisten wie Trail-Runner und Bergläufer. Die Schwerpunkte des Magazins sind Reportagen über Laufevents in Deutschland und aller Welt. Weitere Bestandteile sind Produktinformationen und -tests, ein Ratgeber-Teil, Berichte aus Medizin, Training und Ernährungswissenschaften. Einmal jährlich gibt das Magazin die Übersicht über die Marathonveranstaltungen des kommenden Jahres.